# Віньюела
Віньюела (ісп. Viñuela) — муніципалітет в Іспанії, у складі автономної спільноти Андалусія, у провінції Малага. Населення — 1993 особи (2010).
Муніципалітет розташований на відстані близько 400 км на південь від Мадрида, 28 км на північний схід від Малаги.
На території муніципалітету розташовані такі населені пункти: (дані про населення за 2010 рік)
- Кортіхуелос: 39 осіб
- Лос-Мільянес: 34 особи
- Лос-Паулас: 12 осіб
- Віньюела: 1908 осіб

## Демографія
Динаміка населення (INE ):

## Галерея зображень

Розташування муніципалітету у провінції Малага